# Патроним
Патронимът е част от пълното име, основаваща се на личното име на бащата, дядото или по-ранен предшественик от мъжки пол. В днешно време патронимите се използват широко, на места дори задължително. В някои култури (в това число и България) патронимът се изменя според пола на детето, което го получава.

## История
В някои части на света патроними се използват още отпреди въвеждането на фамилни имена. Фамилните имена в много келтски, германски, иберийски, скандинавски, грузински, арменски и славянски езици произлизат от патроними. В държави като Исландия и Русия фамилното име се използва рядко, за разлика от патронима (или матронима).
В България патронимите са -ов/-ев и -ова/-ева, съответно за мъжете и за жените. Те са идентични с окончанията на фамилните имена. Патронимът в българския се поставя между личното име и фамилното име.